# Jimo
Jimo, tidigare romaniserat Tsimo, är en stad på häradsnivå som lyder under Qingdaos stad på prefekturnivå i Shandong-provinsen i norra Kina. Den ligger omkring 310 kilometer öster om provinshuvudstaden Jinan.